# Масловское сельское поселение (Крым)
Масловское се́льское поселе́ние (укр. Маслівське сільське́ посе́лення, крымскотат. Teñ Suv köy yurtu, Тенъ Сув кой юрту) — муниципальное образование в Джанкойском районе Республики Крым Российской Федерации.
Административный центр — село Маслово.

## География
Расположено в центральной части Джанкойского района, в степной зоне полуострова, к северо-западу от Джанкоя.

## История
В 1972 году был образован Масловский сельский совет путём частичного выделения из состава Завет-Ленинского.
Статус и границы Масловского сельского поселения установлены Законом Республики Крым от 5 июня 2014 года № 15-ЗРК «Об установлении границ муниципальных образований и статусе муниципальных образований в Республике Крым».

## Население
| 2001  | 2014  | 2015  | 2016  | 2017  | 2018  | 2019  |
| ----- | ----- | ----- | ----- | ----- | ----- | ----- |
| 3755  | ↘3227 | ↗3233 | ↘3178 | ↘3108 | ↘3054 | ↘3018 |
| 2020  | 2021  |       |       |       |       |       |
| ↘2998 | ↗3076 |       |       |       |       |       |

## Состав сельского поселения
| № | Населённый пункт | Тип населённого пункта       | Население |
| - | ---------------- | ---------------------------- | --------- |
| 1 | Комсомольское    | село                         | ↘644      |
| 2 | Маслово          | село, административный центр | ↘2222     |
| 3 | Субботник        | село                         | ↘361      |